# Logaritmische integraal

Grafiek van de Logarithmische integraal

In de wiskunde is de logaritmische integraal of integraal logaritme {\displaystyle \mathrm {li} (x)} een speciale functie. De logaritmische integraal komt voor bij problemen in de natuurkunde en heeft getaltheoretische betekenis, aangezien hij voorkomt in de priemgetalstelling als een schatting van het aantal priemgetallen kleiner dan een gegeven waarde.

## Definitie
De logarithmische integraal is voor reële {\displaystyle x>0,x\neq 1} gedefinieerd als de integraal:
{\displaystyle \mathrm {li} (x)=\int _{0}^{x}{\frac {\mathrm {d} t}{\ln(t)}}~,}
waarin {\displaystyle \ln } de natuurlijke logaritme is. 
De integrand heeft een singulariteit voor {\displaystyle t=1}, en voor {\displaystyle x>1} moet de integraal opgevat worden als een 
Cauchy-hoofdwaarde:
{\displaystyle \mathrm {li} (x)=\lim _{\varepsilon \downarrow 0}\left(\int _{0}^{1-\varepsilon }{\frac {{\rm {d}}t}{\ln t}}+\int _{1+\varepsilon }^{x}{\frac {{\rm {d}}t}{\ln t}}\right).}
De logaritmische integraal is nauw verbonden met de exponentiële integraal {\displaystyle \mathrm {Ei} }:
{\displaystyle \mathrm {li} (x)=\mathrm {Ei} (\ln x)}.
Uit deze relatie kan een reeksontwikkeling voor de logaritmische integraal verkregen worden:
{\displaystyle \mathrm {li} (x)=\gamma +\ln |\ln x|+\sum _{k=1}^{\infty }{\frac {(\ln x)^{k}}{k\cdot k!}},}
waarin {\displaystyle \gamma =0{,}57721\ldots } de constante van Euler-Mascheroni is.

## Verschoven logarithmische integraal
Een verschoven versie van de logarithmische integraal wordt wel aangeduid als de logarithmische integraal van Euler, voor {\displaystyle x>2} gedefinieerd als:
{\displaystyle \mathrm {Li} (x)=\mathrm {li} (x)-\mathrm {li} (2),}
of als integraal:
{\displaystyle \mathrm {Li} (x)=\int _{2}^{x}{\frac {{\rm {d}}t}{\ln t}}~.}
Deze functie is een zeer goede benadering van de priemgetal-telfunctie {\displaystyle \pi (x)}, die het aantal priemgetallen voorstelt kleiner dan het getal {\displaystyle x.}